# Adam Papée
Adam Stanisław Papée (ur. 21 lipca 1895 we Lwowie, zm. 6 marca 1990 w Bydgoszczy) – polski szermierz, dwukrotny medalista olimpijski i brązowy medalista mistrzostw świata.

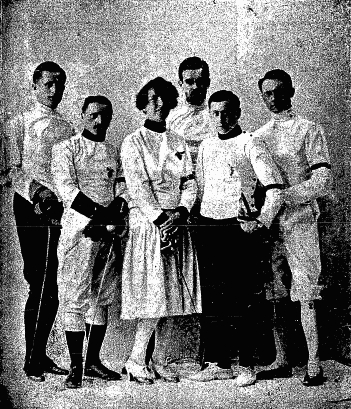
Szabliści AZS Kraków w 1922. (Adam Papée trzeci od prawej)

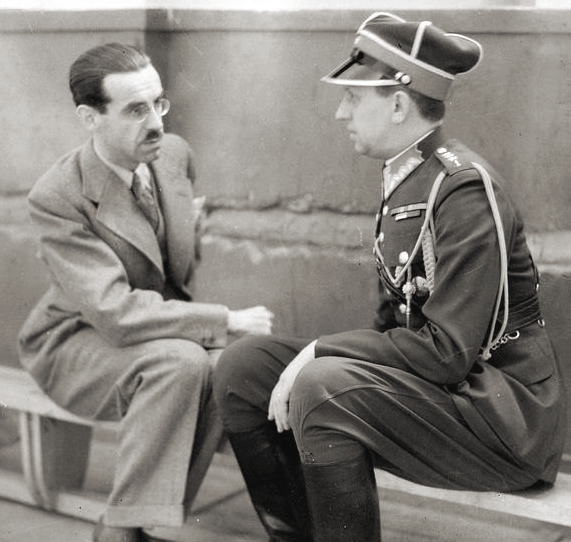
Adam Papée (z lewej) i Władysław Segda (1934)

## Życiorys

### Młodość
Syn Fryderyka i Władysławy z d. Anczyc. W dzieciństwie mieszkał we Lwowie, gdzie ukończył szkołę powszechną. W 1905 przeniósł się z rodzicami do Krakowa. W latach 1905–1908 chodził do Gimnazjum świętej Anny. Następnie uczęszczał do III Gimnazjum im. Sobieskiego w Krakowie, gdzie w 1914 zdał maturę. W latach 1918–1923 studiował na Wydziale Prawa i Administracji Uniwersytetu Jagiellońskiego uzyskując stopień doktora.

### Służba wojskowa
W sierpniu 1914 wstąpił do Legionów Polskich. Został przydzielony do 1 pułku artylerii. Pierwszą bitwę stoczył w listopadzie 1914 pod Krzywopłotami. W 1915 brał udział w walce nad Nidą. W 1917 walczył nad Styrem i Stochodem. Po kryzysie przysięgowym został wcielony do Armii Austro-Węgier. W listopadzie 1918 wstąpił do Wojska Polskiego, a w lutym 1919 został zdemobilizowany. Podczas wojny polsko-bolszewickiej w stopniu podporucznika pełnił wartę w Krakowie.

### Kariera sportowa
Szermierkę zaczął uprawiać w 1908. Pierwszym nauczycielem był olimpijczyk z Paryża Konrad Winkler. Od 1909 chodził na treningi prowadzone przez Antoniego Bąkowskiego. Trenował w Krakowskim Klubie Szermierczym. Przed 1914 rokiem zdobył kilka znaczących sukcesów w zawodach międzyszkolnych w szabli i florecie. Karierę sportową przerwał wybuch I wojny światowej. W grudniu 1921 powrócił do szermierki wstępując do AZS Kraków. Klub ten reprezentował do 1928. Od 1929 do sierpnia 1933 był zawodnikiem Legii Warszawa, a następnie Śląskiego Szermierczego Klubu Sportowego w Katowicach. Czterokrotnie zdobywał mistrzostwo polski we florecie i szabli (1926, 1927, 1929, 1932) czterokrotnie zdobywał także wicemistrzostwo kraju w szabli (1924) i we florecie (1924, 1925 i 1926). W 1932 przyczynił się do zdobycia drużynowego Mistrzostwa Polski w szabli przez Legię Warszawa. W 1924 odniósł pierwsze międzynarodowe sukcesy zdobywając srebrne medale w drużynowych turniejach szabli i floretu. W tym samym roku wystąpił na igrzyskach olimpijskich w Paryżu odpadając w eliminacjach. W 1926 startował w mistrzostwach świata w Budapeszcie. W latach 1924–1936 czterokrotnie startował w igrzyskach olimpijskich. Na igrzyskach olimpijskich w Amsterdamie zdobył wspólnie z Tadeuszem Friedrichem, Kazimierzem Laskowskim, Aleksandrem Małeckim, Władysławem Segdą i Jerzym Zabielskim. W 1930 zdobył drużynowo brązowy medal mistrzostw świata w Liège. W 1932 na igrzyskach olimpijskich w Los Angeles zdobył brązowy medal w drużynie w składzie: Tadeusz Friedrich, Leszek Lubicz-Nycz Władysław Segda i Marian Suski, a indywidualnie zakwalifikował się do półfinałów. W 1936 wystąpił na igrzyskach olimpijskich w Berlinie zajmując 4. miejsce w szabli w składzie Władysław Segda, Marian Suski, Antoni Sobik, Teodor Zaczyk. Po igrzyskach w Berlinie zakończył czynne uprawianie szermierki. Ostatni raz wystąpił w 1946 w meczu szablowym Polska-Czechosłowacja.

### Kariera działacza
Był jednym z pionierów szermierki sportowej w Polsce, nie tylko jako zawodnik, ale także działacz. W grudniu 1921 był jedną z osób przywracających sekcję szermierki w AZS Kraków. Był gospodarzem na następnie sekretarzem pierwszego zarządu sekcji. 28 maja 1922 we Lwowie reprezentował AZS Kraków na zebraniu założycielskim Polskiego Związku Szermierczego. Od 28 listopada 1926 do 2 marca 1930 pełnił funkcję prezesa tej organizacji. Do 1933 był kapitanem sportowym związku. W 1930 wraz z Kazimierzem Laskowskim i Leszkiem Lubicz Nyczem jako pierwszy w kraju otrzymał dyplom fechmistrza amatora. W latach 1923–1927 był sędzią szermierczym związkowym, a w latach 1930–1960 był sędzią międzynarodowym. Podczas igrzysk olimpijskich w Los Angeles podczas finału turnieju szabli pełnił funkcję sędziego przewodniczącego. Był także działaczem Związku Polskich Związków Sportowych – Polskiego Komitetu Olimpijskiego gdzie pełnił funkcję zastępcy skarbnika od 14 kwietnia 1929 do 30 marca 1930 a od 16 kwietnia 1939 był członkiem zarządu PKOL. W 1945 r. był w grupie osób reaktywujących Polski Związek Szermierczy. 20 października 1945 objął funkcję I wiceprezesa związku. Pracował w komisji sędziowskiej i dyscyplinarnej oraz kole seniorów związku szermierczego. Udzielał się w okręgowych związkach w Bydgoszczy Katowicach i Krakowie. W latach 1968–1980 był prezesem Pomorskiego Okręgowego Związku Szermierczego. Był trenerem w klubie AZS Kraków oraz Budowlani, a także w Gwieździe Bydgoszcz. Posiadał liczne nagrody sportowe m.in. i Kalos Kagathos (1985) i Nagrodę im. Janusza Kusocińskiego.

### II wojna światowa
We wrześniu 1939 ewakuował się z Warszawy do Kowla. Miesiąc później powrócił do stolicy. Pracował w Banku Gospodarstwa Krajowego oraz pod pseudonimem „Gil” był w konspiracji. Podczas powstania warszawskiego walczył na odcinku Polna-Politechnika. Następnie wraz z rodziną przeniósł się do Krakowa, gdzie podjął pracę w bankowości.

### Po wojnie
Od 1945 do 1949 był wicedyrektorem Banku Gospodarstwa Krajowego w Bielsku-Białej. Do końca 1954 pracował w przedsiębiorstwach budowlanych na terenie Krakowa. Od stycznia 1955 zajął się wyłącznie sportem. Publikował wspomnienia, Na planszach czterech olimpiad (1957) Na białą broń (KAW, 1987). Zmarł 6 marca 1990 w Bydgoszczy, pierwotnie został pochowany na cmentarzu w osiedlu na Błoniach. Później Jego prochy zostały umieszczone w rodzinnym grobowcu na Cmentarzu Salwatorskim (sektor SC6-B-2).

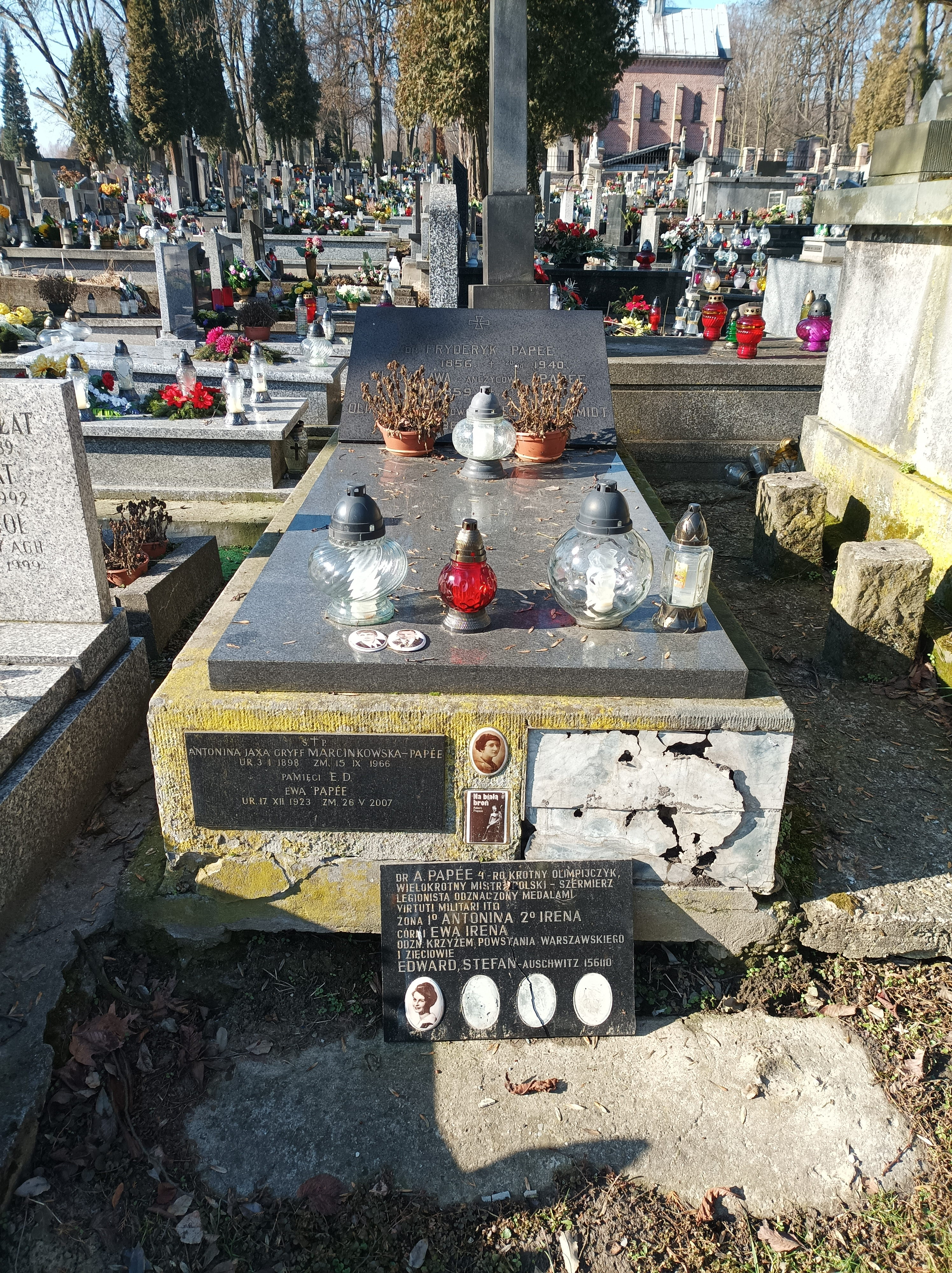
Grób Adama Papée na cmentarzu Salwatorskim w Krakowie

## Życie prywatne
Był dwukrotnie żonaty: w latach 1920–1966 z Antoniną Marcinkowską (1898–1966), w latach 1968–1990 z Ireną Mathey. Jego bratem był polski dyplomata Kazimierz Papée (1889–1979).

## Ordery i odznaczenia
- Krzyż Komandorski Orderu Odrodzenia Polski[12]
- Krzyż Walecznych (dwukrotnie)[12]
- Złoty Krzyż Zasługi (9 listopada 1932)[13]
- Srebrny Krzyż Zasługi (7 listopada 1929)[14]
- Medal Kalos Kagathos (1989)
- Odznaka „Zasłużony Działacz Kultury Fizycznej” (1957)[10]
- Krzyż Węgierski Zasługi[12]